# Экарма (пролив)
Э́карма — пролив в Тихом океане, отделяет остров Экарма от острова Шиашкотан. Соединяет Охотское море и пролив Севергина.
Длина около 25 км. Минимальная ширина 8 км. Максимальная глубина свыше 900 м. Берег обрывистый, гористый.

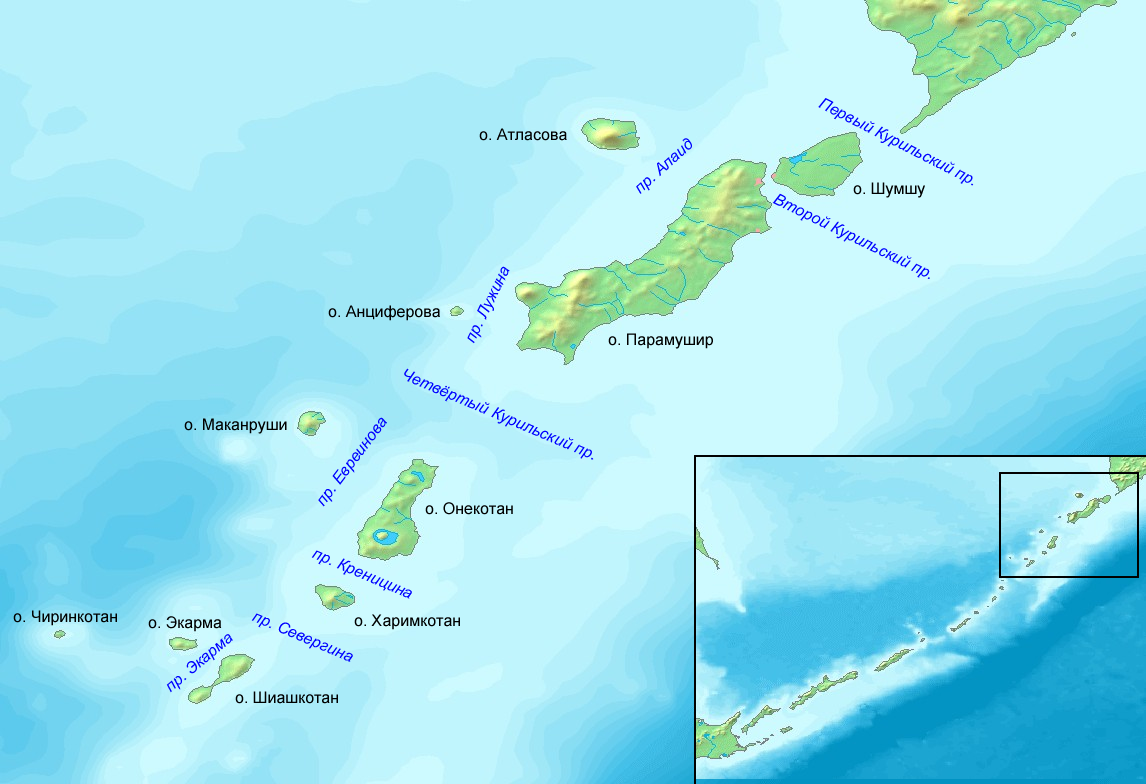
Карта расположения пролива Экарма

В проливе выделяются мысы Никонова, Гротовый, Развальный, Башмачный, Чупрова (Шиашкотан), Лютый, Круглый (остров Экарма). В пролив впадает множество сернистых ручьёв. На восточном побережье много подводных и надводных камней. У побережья Шиашкотана в проливе находятся острова Дробные и скала Башмак. В юго-восточной части пролива расположена бухта Закатная. За мысами Чупрова и Лютым пролив Экарма переходит в пролив Севергина.
Средняя величина прилива по берегам пролива 1,0 м.
Назван по близлежащему острову Экарма.
На берегах пролива не расположено населённых пунктов.
Пролив находится в акватории Сахалинской области.

## См.также
- Курильские проливы